# Вепряй
Вепряй, Вяпряй (лит. Vepriai, устар. рус. Вепры) — городок в Укмергском районе Вильнюсского уезда Литвы, административный центр староства.

## География
Расположен на правобережье реки Швянтойи (лит. Šventoji), в 18 км от Ионавы. Насчитывается ок. 663 жителей (2001).
Центр ударногo кратерa метеорита «Вепряй»(диаметром 8 км) расположен вблизи oт Вепряя.

## История
В предместьях города находится Крестный путь (лит. Veprių Kalvarijos), который согласно католической традиции был создан в 1846. Он длится 5,5 км и отмечен кирпичными каплиацами, деревянными или железными воротами, обозначающими «Стояния крестного пути». Крестный путь — один из трёх в Литве, посещаемых местными прихожанами ежегодно.

## Персоналии
- Мойша Львович Гутман (1883—1938) — белорусский политик.

## Галерея

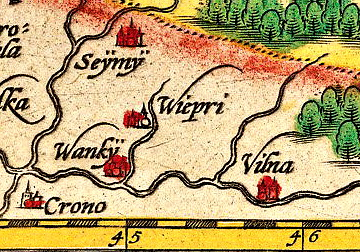
Вепряй (Wiepri) на карте XVI века
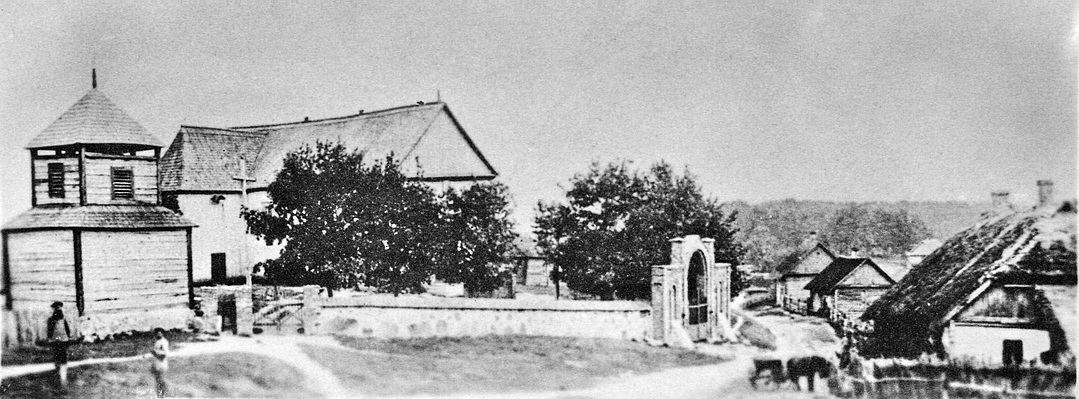
Старая церковь и ул. Вильниус в ок. 1900 году
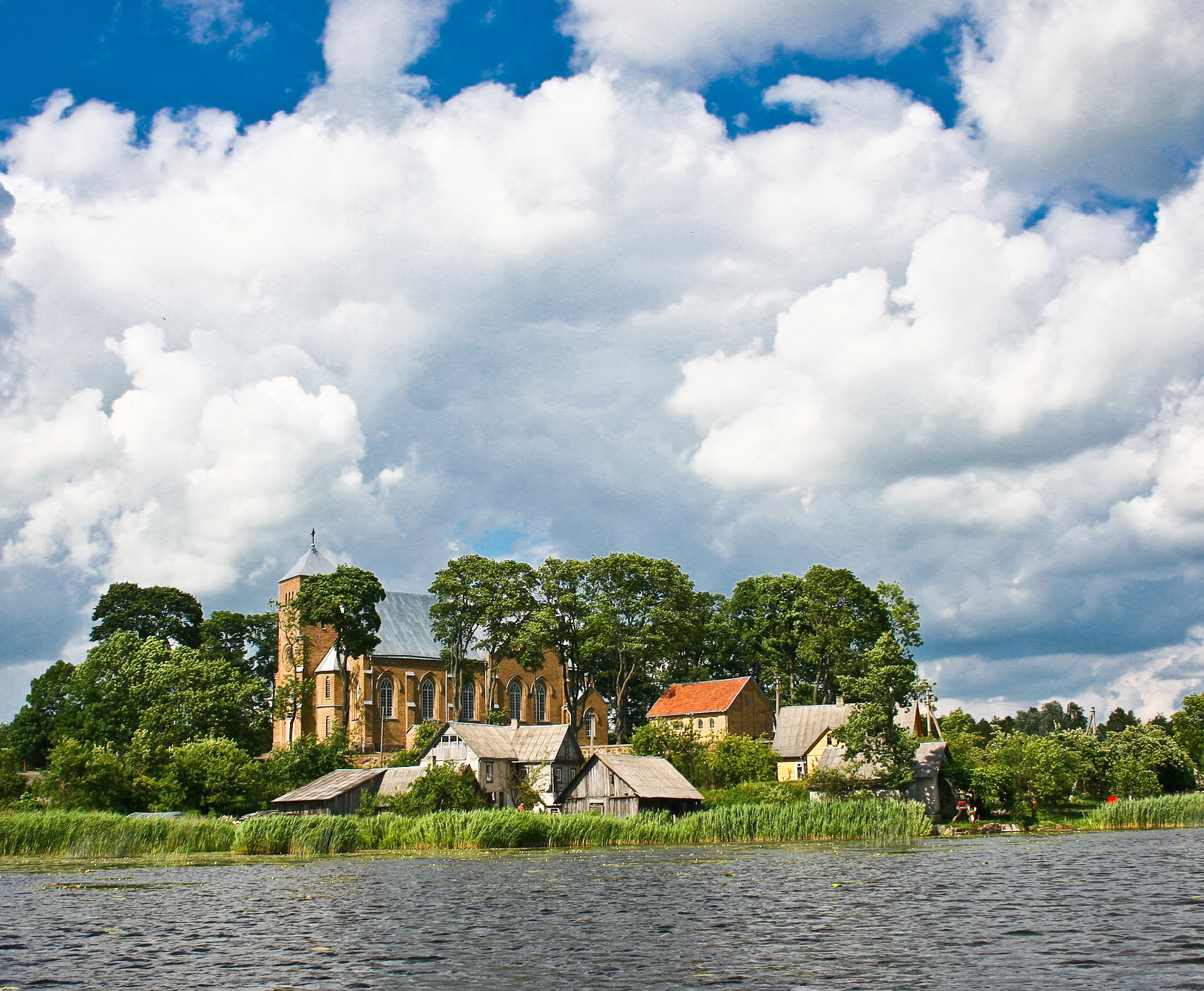
Городской центр со стороны озера
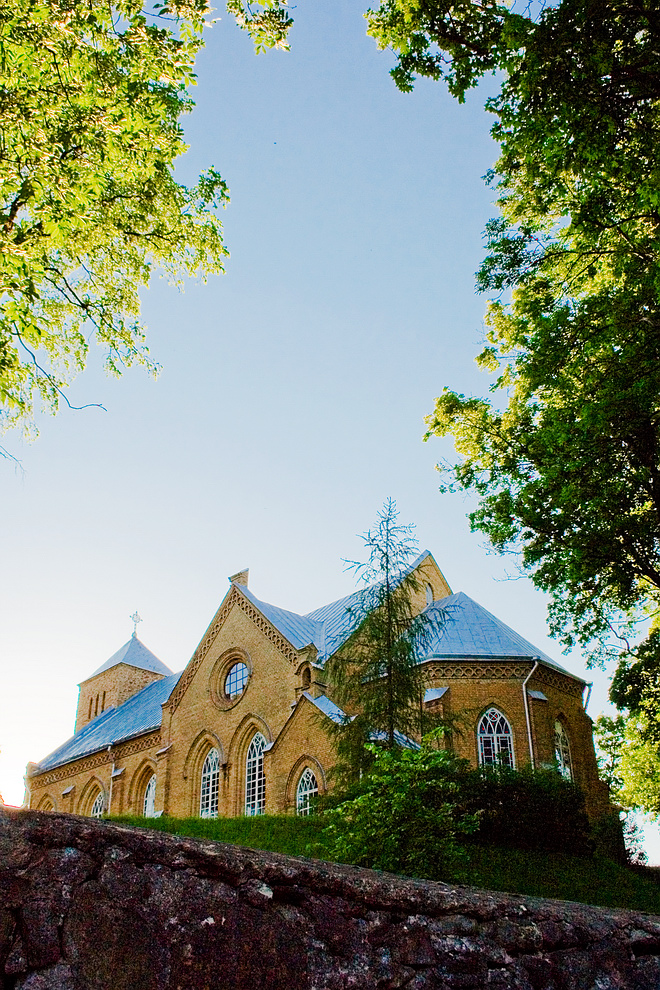
Церковь Девы Марии (1910)
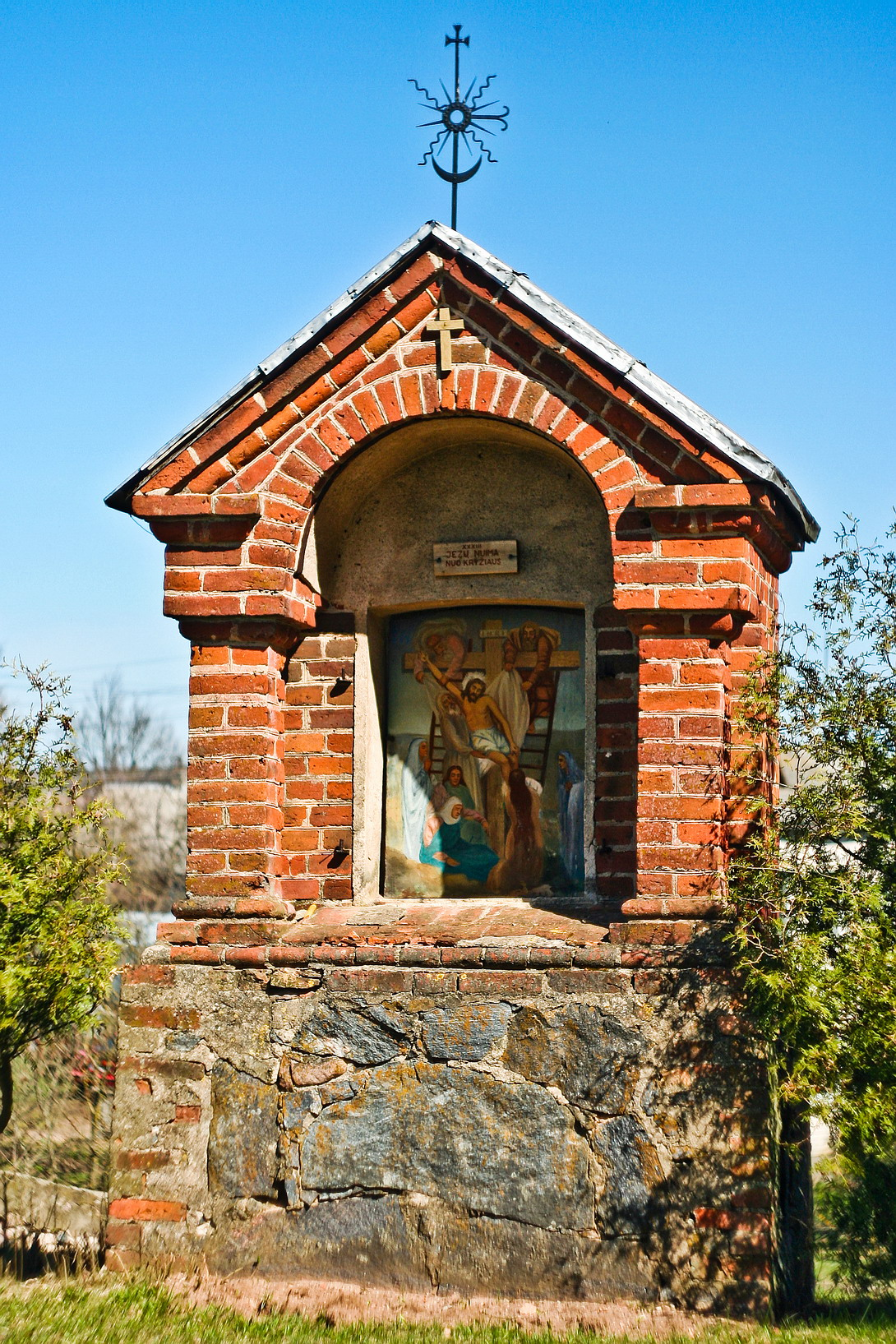
Старинная часовня
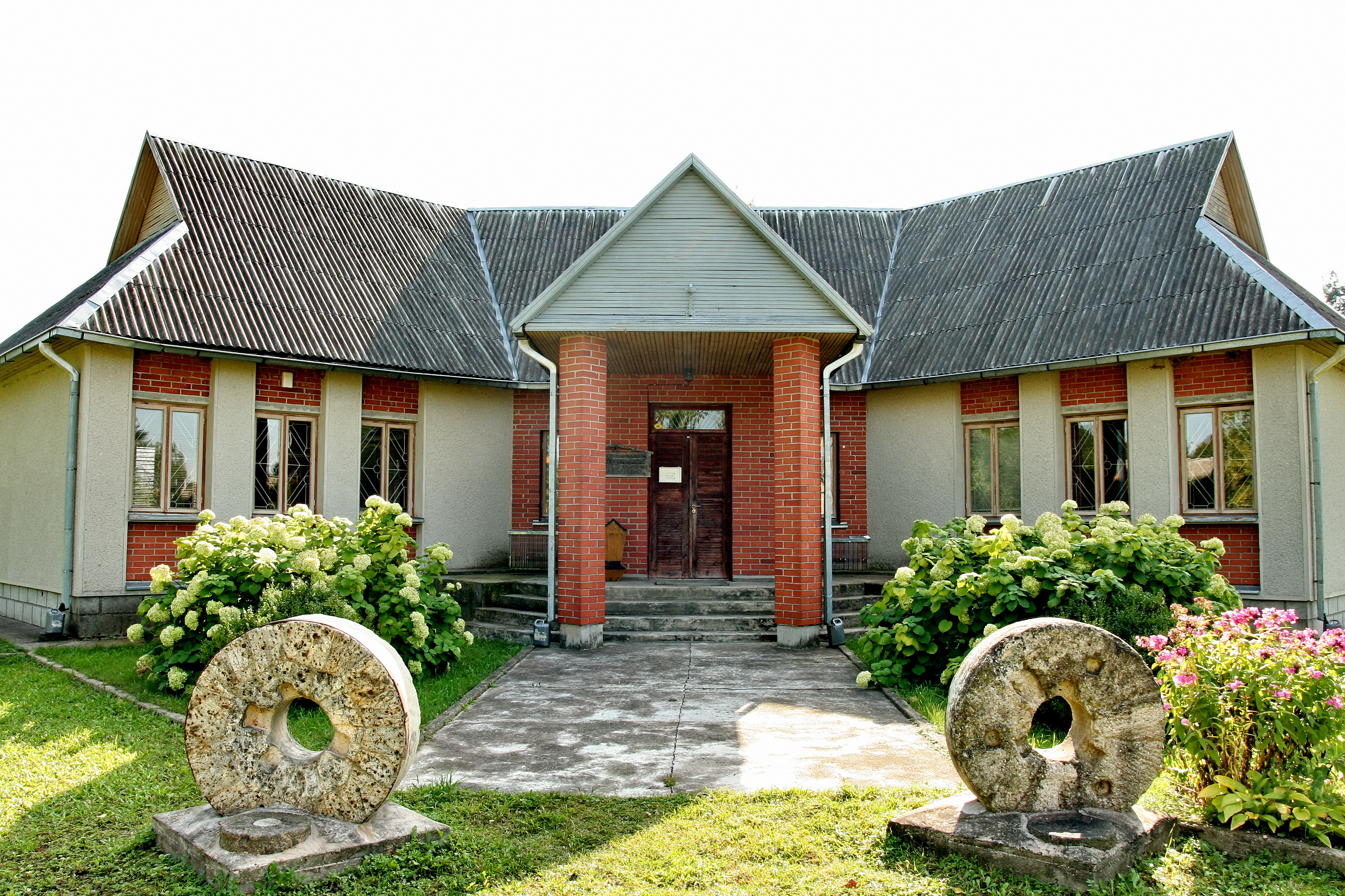
Музей (построен в 1991 по проекту А. Думбра)
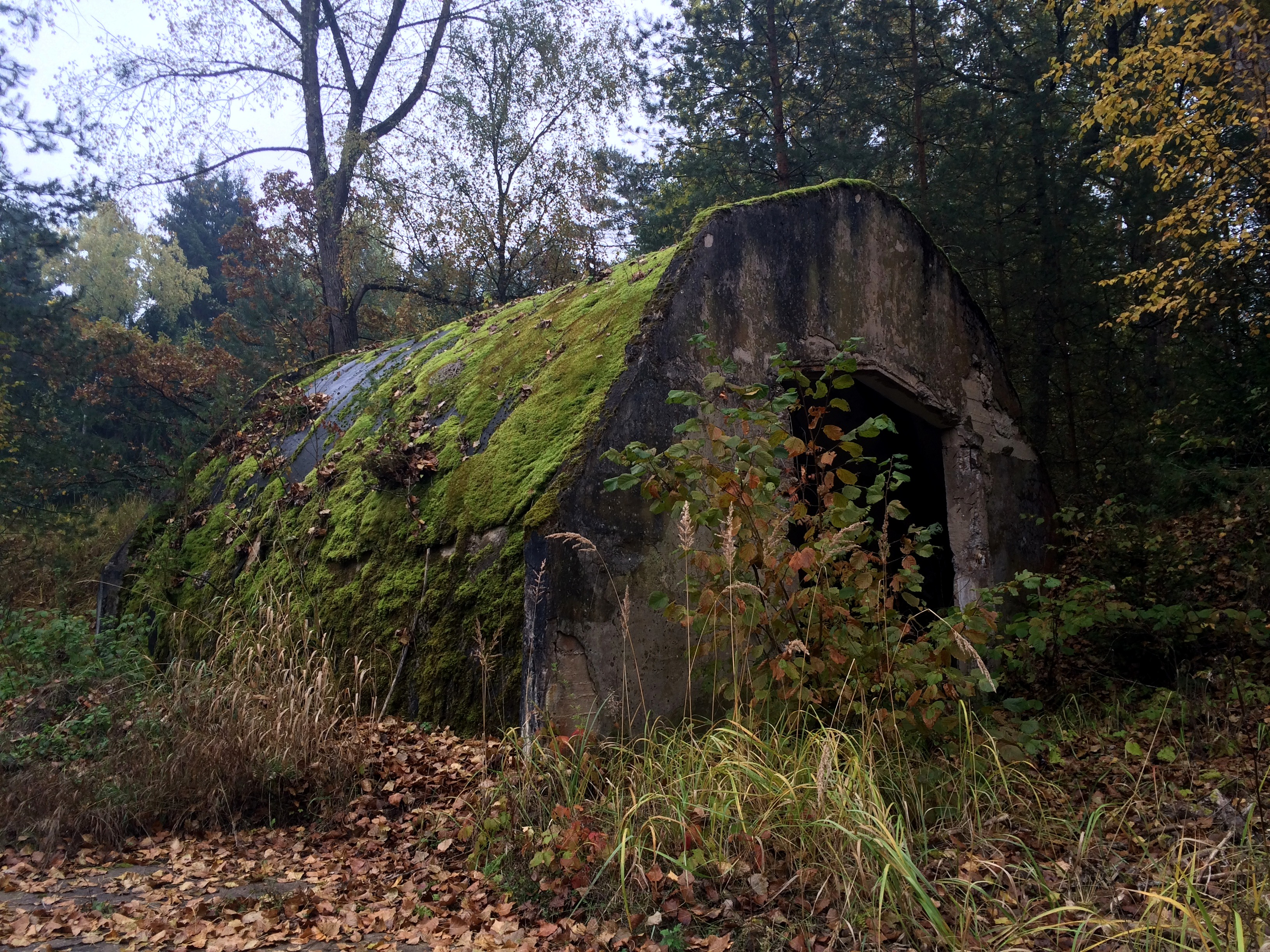
Заброшенная ракетная база